# نودة (بشت أربابا)
نودة (بالفارسية: نوده) هي قرية تقع في إيران في قسم بشت أربابا الريفي. يقدر عدد سكانها بـ 172 نسمة بحسب إحصاء 2016.